# ミケール・ギヤール
ミケール・ギヤール（フランス語：Mickaël Guillard、2000年12月10日 - ）は、フランス選手権トップ14のリヨンOUに所属している、フランスのラグビーユニオン選手。

## 経歴
2020年、U20フランス代表として、U20シックス・ネーションズ・チャンピオンシップに出場した。
2020-21シーズンから、フランス選手権トップ14のリヨンOUで出場している。
2024年7月6日、フランス代表としてアルゼンチン戦に先発出場し、国際試合デビューを果たした。
2025年2月23日、2025年シックス・ネーションズでのイタリア戦で、フランス代表として初トライをあげた。